# Preliminaria

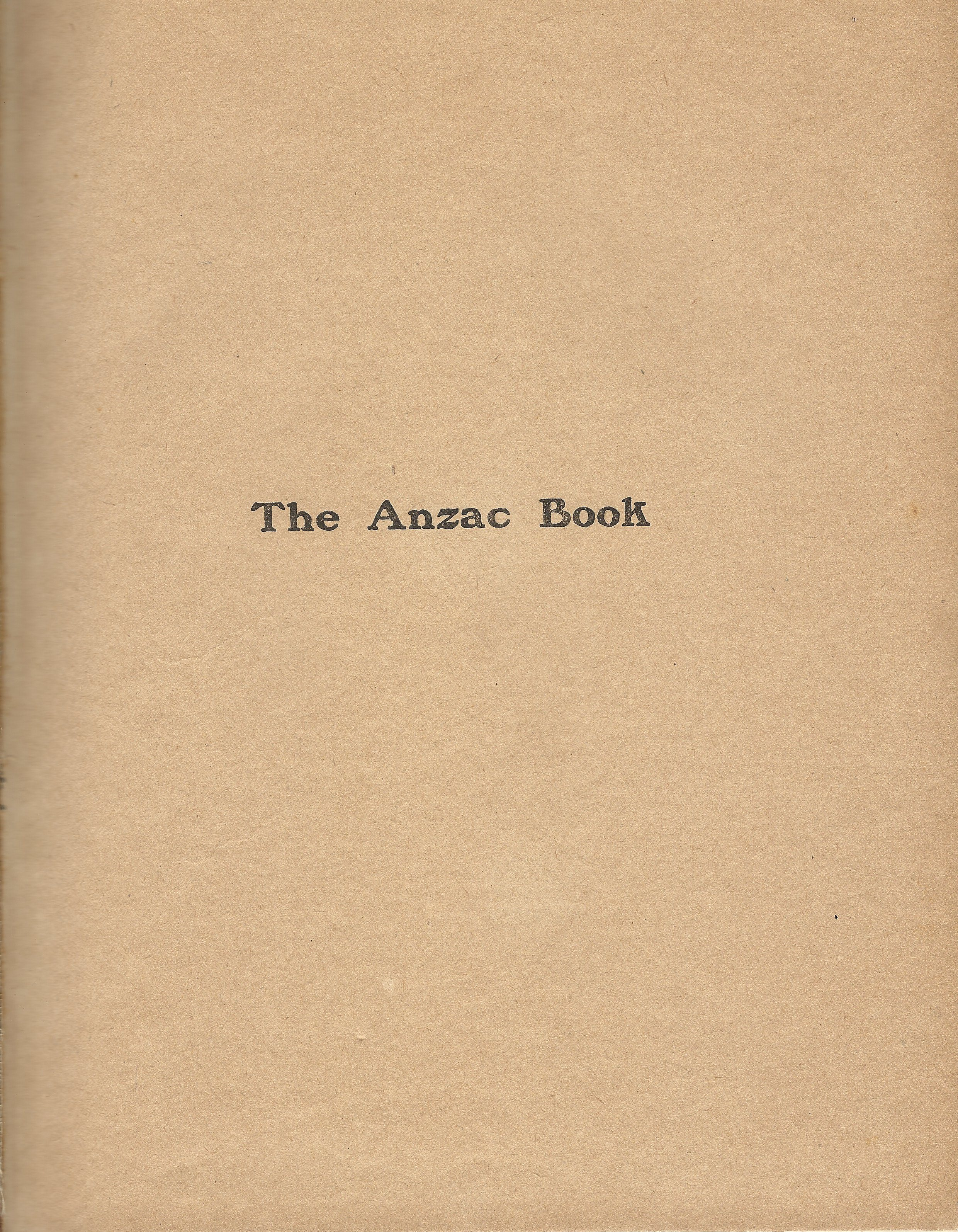
Karta przedtytułowa z tytułem książki

Preliminaria – karta lub karty tytułowe bądź też substytut strony tytułowej także verso karty tytułowej (imprimatur, przywilej drukarski) oraz wszystkie karty ją poprzedzające, np. frontyspis, karta przedtytułowa, także okładka, ale tylko wtedy, gdy jest integralną częścią oryginalnej postaci wydania.